# Point de vue religieux et philosophique d'Albert Einstein

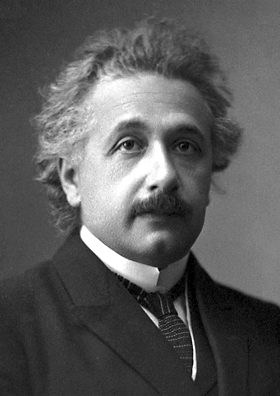
Albert Einstein en 1921.

Les opinions religieuses d'Albert Einstein ont été largement étudiées et souvent mal interprétées. Albert Einstein a affirmé « Je crois dans le Dieu de Spinoza ». Il ne croyait pas dans un dieu personnel qui se préoccupe des destins et des actions des êtres humains, une opinion qu'il qualifie de naïve. Cependant, il a clarifié « je ne suis pas athée », préférant se qualifier d'agnostique, ou encore de « non-croyant religieux ». À l'occasion de certains entretiens, il a déclaré qu'il pensait qu'il existe un « législateur » qui définit les lois de l'univers. Einstein a aussi déclaré qu'il ne croyait pas dans la vie après la mort, précisant qu'« une vie est suffisante pour moi ». Il était impliqué de façon très proche avec plusieurs groupes humanistes. Einstein rejetait tout conflit entre la science et la religion, et pensait que la religion cosmique était nécessaire pour la science.

## Croyances religieuses
Albert Einstein avait lui-même affirmé « Je ne suis pas athée, et je ne pense pas que je puisse m'appeler un panthéiste... Je crois dans le Dieu de Spinoza qui se révèle dans l'harmonie ordonnée de ce qui existe, et non dans un Dieu qui se préoccupe des destins et des actions des êtres humains ». Einstein croyait que le problème de Dieu était le « plus difficile au monde ». Une question à laquelle on ne pouvait répondre « simplement par oui ou non ». Il a concédé que « ce problème complexe est trop vaste pour nos esprits limités ».
Einstein a expliqué son opinion sur les relations entre la science, la philosophie et la religion dans ses discours de 1939 et 1941 : « La science peut seulement être créée par ceux qui sont totalement imprégnés par l'aspiration de la vérité et de la compréhension. Toutefois, cette source de sentiment trouve sa source dans la sphère de la religion », car « le savoir de ce qui est n'ouvre pas la porte directement vers… ce qui devrait être le but de nos aspirations humaines ». Toutes les aspirations « existe dans une société saine comme les traditions puissantes » qui « trouvent naissance non par la démonstration mais par la révélation, par l'intermédiaire de puissantes personnalités. Il ne faut pas tenter de les justifier, mais plutôt essayer de ressentir leur nature simplement et clairement. Les plus grands principes pour nos aspirations et nos jugements nous sont donnés dans la tradition judéo-chrétienne ».

### Petite enfance
Einstein a été élevé par des parents juifs séculiers et est allé dans une école élémentaire catholique de Munich. Dans ses Notes autobiographiques, Einstein a écrit qu'il a petit à petit perdu sa foi très tôt dans son enfance :
... j’en suis venu – bien qu’enfant de parents juifs non religieux - à une profonde religiosité, qui, toutefois, a atteint une fin brutale à l'âge de douze ans. À travers la lecture de livres de vulgarisation scientifique je suis vite parvenu à la conviction que la plupart des histoires de la Bible ne pouvaient pas être vraies. La conséquence fut une orgie fanatique de libre pensée associée à l'impression que la jeunesse est intentionnellement trompée par l'État par le biais de mensonges, c'était une impression d'écrasement. Une méfiance à l'égard de tout type d'autorité a résulté de cette expérience, une attitude sceptique envers les convictions présentes dans n’importe quel milieu social - une attitude qui depuis ne m’a jamais quitté, même si, plus tard, elle a été tempérée par une meilleure compréhension de la connexion causale.
Il est tout à fait clair pour moi que le paradis religieux de ma jeunesse, qui a donc été perdu, fut une première tentative de me libérer des chaînes d’une existence "simplement personnelle" dominée par des désirs, des espoirs et des sentiments primitifs. Là dehors, il y avait ce gigantesque monde, qui existe indépendamment de nous, êtres humains et qui se tient devant nous comme une grande et éternelle énigme, au moins partiellement accessible à notre pensée et à notre inspection. La contemplation de ce monde raisonna comme une libération, et j'ai vite remarqué que beaucoup d’hommes que j'ai appris à estimer et à admirer avaient trouvé la liberté intérieure et la sécurité dans cette recherche. Saisir mentalement ce monde extra-personnel dans le cadre de nos capacités se présenta à mon esprit, à moitié consciemment, à moitié inconsciemment, comme un objectif suprême. Les hommes du présent et du passé eux-aussi motivés [par cette quête], ainsi que les découvertes qu'ils ont obtenus, ont été les amis qui ne pouvaient pas être perdus. La route de ce paradis n'était pas aussi confortable et attrayante que la route du paradis religieux, mais elle s'est montrée fiable, et je n'ai jamais regretté l'avoir choisi.

### Dieu personnel
Einstein a exprimé son scepticisme à l'égard de l'existence d'un dieu anthropomorphique, en décrivant souvent cette opinion comme « naïve » et « enfantine ». Dans une lettre de 1947, il a déclaré : « il me semble que l'idée d'un Dieu personnel est un concept anthropologique que je ne peux prendre au sérieux ». Dans une lettre à Beatrice Frohlich du 17 décembre 1952, il a déclaré que « L'idée d'un Dieu personnel m'est plutôt étrangère et semble même naïve ».
Encouragé par son collègue L. E. J. Brouwer, Einstein a lu le livre Choisis la vie du philosophe Eric Gutkind, qui est une discussion de la relation entre la révélation juive et le monde moderne. Le 3 janvier 1954, Einstein a envoyé la réponse suivante à Gutkind : « Le mot Dieu n'est pour moi rien d'autre que l'expression et le produit des faiblesses humaines, et la Bible un recueil de légendes vénérables mais malgré tout assez primitives. ...Pour moi, la religion juive est, comme toutes les autres religions, l'incarnation d'une superstition primitive ». En 2018, sa lettre à Gutkind a été vendue pour 2.9 millions USD.
Le 22 mars 1954, Einstein a reçu une lettre de Joseph Dispentiere, un immigrant italien qui avait travaillé comme machiniste expérimental dans le New Jersey. Dispentiere s'était lui-même qualifié d'athée et était déçu par un reportage qui avait décrit Einstein comme conventionnellement religieux. Einstein a répondu le 24 mars 1954 :

« Ce que vous avez lu sur mes convictions religieuses était un mensonge, bien sûr, un mensonge qui est répété systématiquement. Je ne crois pas en un Dieu personnel et je n'ai jamais dit le contraire de cela, je l'ai plutôt exprimé clairement. S’il y a quelque chose en moi que l’on puisse appeler "religieux" ce serait alors mon admiration sans bornes pour les structures de l’univers pour autant que notre science puisse le révéler. »

Dans son livre Ideas and Opinions de 1954, Einstein a déclaré : « Dans leur lutte pour le bien éthique, les professeurs de religion doivent avoir la stature d’abandonner la doctrine d’un dieu personnel, c’est-à-dire renoncer à cette source de crainte et d’espoir qui, dans le passé, a placé un si grand pouvoir entre les mains des prêtres. » En décembre 1922, il dit la chose suivante sur l'idée d'un sauveur : « Des traditions confessionnelles que je ne peux considérer qu'historiquement et psychologiquement; elles n'ont aucune autre signification pour moi. »

### Panthéisme et Dieu de Spinoza
Einstein a exploré l'idée que les humains ne pouvaient pas comprendre la nature du Dieu. Dans une interview publiée en 1930 dans le livre Glimpses of the Great de George Sylvester Viereck, il répond à la question de savoir si oui ou non il se décrit comme étant panthéiste. Il a déclaré :
Votre question est la plus difficile au monde. Ce n'est pas une question à laquelle je peux simplement répondre par oui ou par non. Je ne suis pas athée. Je ne sais pas si je peux me définir comme panthéiste. Ce problème complexe est trop vaste pour nos esprits limités. Puis-je répondre par une parabole ? L'esprit humain, autant qualifié soit-il, ne peut comprendre l'univers. Nous sommes tel un petit enfant, qui entre dans une énorme bibliothèque dont les murs serait remplis jusqu'au plafond par des livres dans plein de langues différentes. L'enfant sait que quelqu'un a dû écrire ces livres. Il ne sait pas qui ou comment. Il ne comprend pas les langues dans lesquelles ils sont écrits. L'enfant remarque un plan défini dans la disposition des livres, un ordre mystérieux qu'il ne comprend pas, mais qu'il suspecte à peine. Voilà, il me semble, ce qu'est l'état d'esprit de l'humain envers Dieu, aussi grand et cultivé soit-il. Nous observons un univers merveilleusement arrangé, obéissant à certaines lois, mais nous ne comprenons que faiblement ces lois. Nos esprits limités ne peuvent saisir la force mystérieuse qui font se balancer les constellations. Je suis fasciné par le Panthéisme de Spinoza. J'admire encore plus ses contributions à l'esprit moderne. Spinoza est le plus grand des philosophes contemporains, car il est le premier philosophe à voir l'esprit et le corps comme unique, et non deux choses distinctes.
Einstein a déclaré : « Mes vues sont proches de Spinoza: admiration de la beauté et croyance en la simplicité logique de l’ordre et de l’harmonie que nous ne pouvons saisir qu’humblement et imparfaitement. Je pense que nous devons nous contenter de notre savoir et notre compréhension imparfaite, et traiter les valeurs et les obligations morales comme un problème purement humain, le problème humain le plus important. »
Le 24 avril 1929, Einstein a contacté par télégramme le rabbin Herbert S. Goldstein en allemand : « Je crois au Dieu de Spinoza qui se révèle lui-même dans l'ordre harmonieux de ce qui existe, et non en un Dieu qui se soucie du destin et des actions des êtres humains. » De plus amples explications sont dans ses réponses données au magazine japonais Kaizō en 1923 :
La recherche scientifique peut diminuer la superstition en encourageant le raisonnement et l'exploration causale. Il est certain qu'à la base de tout travail scientifique un peu plus délicat on trouve une conviction, analogue au sentiment religieux, que le monde est fondé sur la raison et peut-être compris. Cette conviction liée à un sentiment profond d'une raison supérieure, qui se manifeste dans le monde de l'expérience, constitue pour moi l'idée de Dieu.

### Agnosticisme et athéisme
Einstein a dit que les gens pouvait le qualifier d'agnostique plutôt que d'athée : « J'ai dit à plusieurs reprises qu'à mon avis l'idée d'un dieu personnel est enfantine. Vous pouvez me traiter d’agnostique, car je ne partage pas cet esprit du croisé que peut avoir l’athée professionnel dont la ferveur est nourrie par la douleur de sa libération à l’endoctrinement religieux de sa jeunesse. Je préfère une posture d’humilité qui témoigne plus de notre faiblesse intellectuelle à comprendre les choses de la nature tout comme notre propre existence. » Dans une interview publié par le poète allemand George Sylvester Viereck, Einstein a déclaré : « Je ne suis pas athée ». Selon le prince Hubertus, Einstein a dit : « Face à une telle harmonie dans le cosmos, que je suis capable d’identifier avec mon esprit humain limité, il y a encore des gens qui disent qu’il n’y a pas de Dieu. Mais ce qui m’énerve vraiment, c’est qu’ils me citent pour soutenir de tels points de vue. »
En 1945, Guy Raner, Jr. a écrit une lettre à Einstein, lui demandant s'il était vrai qu'un prêtre jésuite l'avait poussé à se convertir de son athéisme. Einstein a répondu : « Je n'ai jamais parlé à un prêtre jésuite de ma vie et je suis étonné de l'audace de dire de tels mensonges à mon sujet. Du point de vue d'un prêtre jésuite, je suis, bien sûr, et j'ai toujours été athée. ...Il est toujours trompeur d'utiliser des concepts anthropomorphiques pour traiter des choses en dehors de la sphère humaine – des analogies puériles. Nous devrions admirer humblement la belle harmonie de la structure de ce monde, là où nous pouvons le reconnaître pour le moment. Et c'est tout. »
Dans une lettre de 1950 à M. Berkowitz, Einstein a déclaré : « Ma proposition à propos de Dieu est celle d’un agnostique. Je suis convaincu qu’une conscience aiguë de l’importance primordiale des principes moraux et l’anoblissement de la vie n’a pas besoin de l’idée d’un dispensateur de la loi œuvrant sur la base de la récompense et du châtiment."
Selon le biographe Walter Isaacson, Einstein était plus susceptible de dénigrer les athées que les croyants. Einstein a dit dans une correspondance : « Les athées fanatiques sont comme des esclaves qui ressentent encore le poids de leurs chaînes dont ils se sont libérés après un dur combat. Ce sont des créatures qui, dans leur ressentiment envers la religion traditionnelle, qu’elles considèrent comme l’"opium des peuples", ne peuvent pas entendre la musique des sphères. » Bien qu'il ne croyait pas en un Dieu personnel, il a indiqué qu'il ne chercherait jamais à combattre une telle croyance car « cette croyance me semble préférable à l'absence de toutes perspectives transcendantal. »
Einstein, dans une lettre d'une page et demi manuscrite en allemand pour le philosophe Eric Gutkind, à Princeton, New Jersey, datant du 3 janvier 1954, soit un an et trois mois et demi avant sa mort, écrivait que « Le mot Dieu n'est pour moi rien d'autre que l'expression et le produit des faiblesses humaines, et la Bible un recueil de légendes vénérables mais malgré tout assez primitives. Aucune interprétation, aussi subtile soit-elle, n'y changera rien (pour moi). [...] Pour moi la religion juive est, comme toutes les autres religions, l'incarnation d'une superstition primitive. [...] Sinon, je ne vois rien de 'choisi' en eux [le peuple juif] »

### Vie après la mort
Le 17 juillet 1953, une femme qui était pasteure baptiste autorisée a envoyé une lettre à Einstein lui demandant s'il s'était assuré d'avoir atteint la vie éternelle avec le Créateur. Einstein lui a répondu : « Je ne crois pas à l'immortalité de l'individu, et je considère que l'éthique est une préoccupation exclusivement humaine sans autorité surnaturelle derrière elle ». Ce sentiment a aussi été exprimé en 1935 dans son livre Comment je vois le monde, 
« Je ne puis me faire l’illusion d’un Dieu qui récompense et punisse l’objet de sa réaction, qui surtout exerce sa volonté de la manière que nous l’exerçons nous-même. Je ne veux pas et ne puis pas non plus me figurer un individu qui survive à sa mort corporelle, que des âmes faibles par peur ou par égoïsme ridicule, se nourrissent de pareilles idées ! Il me suffit d’éprouver le sentiment du mystère de l’éternité de la vie, d’avoir la conscience et le pressentiment de la construction admirable de tout ce qui est, de lutter activement pour saisir une parcelle, si minime soit-elle, de la raison qui se manifeste dans la nature. »
Einstein était opposé au concept abrahamique du paradis et de l'enfer, et en particulier car il dépend d'un système sans fin de récompense ou de punition. En 1915, dans une lettre au physicien suisse Edgar Meyer, Einstein a écrit : « Je vois seulement avec grands regrets que Dieu punit nombre de ses enfants à cause de leurs innombrables stupidités, pour lesquelles lui seul peut être tenu pour responsable ; de mon point de vue, seul sa non-existence pourrait l’excuser ». Il a aussi déclaré : « Je ne peux imaginer un Dieu qui récompenserait et punirait les objets de sa création, et dont les desseins seraient modelés d’après les nôtres – un Dieu, en bref, qui ne serait qu’un reflet de la fragilité humaine ».
Sa tension envers les religions abrahamiques et la vie après la mort était en partie due à sa croyance dans le déterminisme et à son rejet du libre arbitre. Einstein a déclaré : « L’homme qui est profondément convaincu de l’universalité de la loi de causalité ne peut un seul instant caresser l’idée de l’existence d’un être interférant sur le cours des événements. (…) Il n’a que faire d’une religion fondée sur la peur, tout comme d’une religion sociale ou morale. Un Dieu qui récompense et punit lui est inconcevable, pour la simple raison que les actes de l’homme sont déterminés par la nécessité, interne et externe, de telle sorte qu’aux yeux de Dieu il ne peut être responsable, pas plus qu’un objet inanimé n’est responsable des forces auxquelles il est soumis »

### Identité juive
Dans une lettre d'Eric Gutkind datée du 3 janvier 1954, Einstein écrit en allemand : « Pour moi la religion juive est, comme toutes les autres religions, l'incarnation d'une superstition primitive. Et le peuple juif auquel j'appartiens fièrement, et à la mentalité duquel je me sens profondément ancré, n'a pas pour autant une forme de dignité différente des autres peuples. Au vu de mon expérience, ils ne sont pas meilleurs que les autres groupes humains, même s'ils sont protégés des pires excès par leur manque de pouvoir. Sinon je ne perçois rien d'"élu" chez eux. »
En 1938, Einstein a affirmé : « la haine des juifs par ceux qui fuient les éclaircissements populaires. Ils redoutent, plus que tout autre chose au monde, l'influence des hommes intellectuellement indépendants. J'y vois la cause essentielle de la haine sauvage des juifs qui fait rage dans l'Allemagne d'aujourd'hui. Pour le parti nazi, les juifs ne sont qu'un simple moyen de détourner les rancœurs du peuple à leur propre égard, qui sont les oppresseurs; ils voient les juifs comme un élément non assimilable qui ne peut être mené vers l'acceptation d'un dogme dépourvu d'esprit critique, ce qui par conséquent, aussi longtemps qu'il existera, menacera leur autorité à cause de son insistance de l'éclaircissement populaire des masses. » 
Dans une interview publiée par le Time avec George Sylvester Viereck, Einstein a parlé de son sentiment du christianisme. Né en Allemagne, Viereck soutenait le national-socialisme mais n'était pas antisémite. À l'instar d'Einstein, il était un pacifiste. Au moment de l'interview, Einstein étant au courant que Viereck n'était pas juif, il a alors déclaré que Viereck avait « l'adaptabilité psychique des juifs » ce qui donnait à Einstein la possibilité de lui parler « sans barrière ». Viereck a commencé par demander à Einstein s'il se considérait comme un Allemand ou un Juif, ce à quoi Einstein a répondu « C'est possible d'être les deux ». Viereck a continué l'interview puis a demandé à Einstein si les juifs devaient essayer de s'assimiler. Einstein a répondu : « Nous les juifs sommes très fervents pour ce qui est de sacrifier notre idiosyncrasie pour se conformer ». On a ensuite demandé à Einstein à quel degré il était influencé par le christianisme. « J'ai reçu dans mon enfance à la fois l'enseignement de la Bible et du Talmud. Je suis juif mais je suis captivé par la figure brillante du Nazaréen ». On lui a ensuite demandé s'il acceptait l'existence historique de Jésus, ce à quoi il a répondu : « Incontestablement ! Personne ne peut lire les évangiles sans ressentir la réelle présence de Jésus. Sa personnalité vibre dans chaque mot. Aucun mythe n’est imprégné d’une telle vie ».
Lors d'une conversation avec le poète néerlandais Willem Frederik Hermans, Einstein a souligné : « Je doute sérieusement que Jésus lui-même ait dit qu'il était Dieu, car il était trop juif pour violer ce grand commandement : Écoute, Israël, le Seigneur notre Dieu est un seul Seigneur ! et non deux ou trois ». Einstein s'est lamenté "Parfois, je pense qu'il aurait mieux valu que Jésus n'ait jamais vécu. Aucun nom n'a été autant abusé au nom du pouvoir ! ». Dans son livre de 1934 Comment je vois le monde, il exprime sa croyance que « Si l'on sépare le judaïsme des prophètes, et le christianisme tel qu'il fut enseigné par Jésus-Christ de tous les ajouts ultérieurs, en particulier ceux des prêtres, il subsiste une doctrine capable de guérir l'humanité de toutes ses maladies sociales ». Plus tard en 1943 dans une interview, il a précisé : « C’est bien possible que nous puissions faire des choses meilleures que Jésus, car ce qui est écrit sur lui dans la bible est poétiquement embelli ».
Einstein a interprété le concept d'un royaume de Dieu comme le synonyme des meilleurs gens.
Dans la dernière année de sa vie, il a dit « Si je n'avais pas été juif, j'aurais été quaker ».

### Opinions sur les églises chrétiennes
La seule école juive de Munich a été fermé en 1872 faute d'étudiants, et en l'absence d'une alternative Einstein est allé dans une école primaire catholique. Il a aussi reçu une éducation juive à la maison, mais il ne voyait pas de séparation entre les deux fois, car il y voyait une « ressemblance dans toutes les religions ». Einstein était tout aussi impressionné par les récits de la Bible hébraïque et de la Passion du Christ. Selon le biographe Walter Isaacson, Einstein appréciait grandement les cours de religion catholique qu'il recevait à l'école. Les enseignants de son école étaient libéraux et ne faisait généralement pas de distinction dans la religion des élèves, bien que quelques uns faisaient preuve d'un antisémitisme inné mais léger. Il s'est rappelé plus tard un incident impliquant un enseignant qui aimait particulièrement Einstein, « Un jour cet enseignant avait apporté un grand clou en cours et avait dit aux élèves qu'avec de tels clous le Christ avait été crucifié sur la croix par des juifs » et que « l'antisémitisme était très répandu parmi les enfants de l'école primaire...Les insultes et les attaques physiques était fréquents sur le chemin du retour de l'école, mais elles n'étaient en grande partie pas très violentes ». Einstein a remarqué : « C'était dans une école catholique, alors à quoi devait ressembler l'antisémitisme dans les autres écoles prussiennes, on ne peut qu'imaginer ». Il s'est rappelé plus tard dans sa vie que « La religion des pères, telle que je l'ai connu à Munich à la synagogue et dans l'enseignement m'était plutôt repoussante qu'attirante ».
Einstein a rencontré plusieurs fois et a travaillé avec le prêtre belge Georges Lemaître, de l'université catholique de Louvain. Lemaître est connu comme étant le premier opposant de la théorie du big bang aux origines du cosmos et comme pionnier dans la mise en œuvre de la théorie de la relativité générale dans la cosmologie. En 1934, Einstein a suggéré Lemaître pour le prix Francqui, ce dernier l'a reçu de la part du roi de Belgique.
En 1940, le Time a cité Einstein qui faisait l'éloge de l'église catholique pour son rôle d'opposition contre les nazis :
Seule l’Église catholique se tenait carrément en travers du chemin. Je ne m’étais jamais spécialement intéressé à l’Église auparavant, mais maintenant je ressens pour elle une grande affection et admiration, parce qu’elle seule a eu le courage et la persévérance de se poser en défenseur de la vérité intellectuelle et de la liberté morale. Je suis donc bien forcé d’avouer que, maintenant, c’est sans réserve que je fais l’éloge de ce qu’autrefois je dédaignais ».
La citation a depuis été reprise plusieurs fois par les défenseurs du pape Pie XII. Le mathématicien William C. Waterhouse et Barbara Wolff des Archives Einstein à Jérusalem ont enquêté sur cette citation et ont trouvé que cette déclaration était mentionnée dans une lettre inédite de 1947. Dans la lettre au conte Montgelas, Einstein a expliqué que le commentaire original était fortuit et destiné à un journaliste concernant le soutien de « quelques hommes d'église » pour les droits individuels et la liberté intellectuelle pendant les débuts d'Hitler et que, selon Einstein, le commentaire avait été considérablement exagéré.
Le 11 novembre 1950, le révérend Cornelius Greenway de Brooklyn a écrit une lettre à Einstein qui citait aussi ses remarques supposées sur l'église. Einstein a répondu : « Je suis cependant un peu embarrassé. La formulation de la déclaration que vous avez cité n'est pas la mienne. Peu après l'accession au pouvoir d'Hitler en Allemagne, j'ai eu une conversation à l'oral avec un journaliste sur cette problématique. Depuis lors mes remarques ont été élaborées et exagérées au point de ne plus être reconnaissable. Je ne peux en bonne conscience écrire l'affirmation que vous m'avez envoyé comme étant la mienne. Cette question est d'autant plus embarrassante pour moi car, comme vous-même, je suis principalement critique concernant les activités, et surtout les activités politiques, à travers l'histoire du clergé officiel. Donc, ma première déclaration, même étant réduite à mes mots réels (dont je ne me souviens pas en détail) donne une fausse impression de mon attitude général ».
En 2008, l'émission de télévision Antiques Roadshow a présenté une experte en écriture manuscrite, Catherine Williamson, qui a authentifié une lettre d'Einstein de 1943 dans laquelle il confirme qu'il a « fait une déclaration qui correspond approximativement » à la citation du Time. Cependant, Einstein a ajouté : « J'ai fait cette déclaration pendant les premières années du régime nazi—bien avant 1940—et mes expressions étaient un peu plus modérées ».

#### Conversations avec William Hermanns
Les conversations d'Einstein avec William Hermanns ont été enregistrées sur une période de 34 ans. Dans ces conversations, Einstein fait diverses déclarations sur les Églises chrétiennes en général et sur l’Église catholique en particulier : "Quand on apprend l'histoire de l’Église catholique, on ne ferait pas confiance au parti du Centre. Hitler n'a-t-il pas promis d'écraser les bolchéviques en Russie ? L’Église va bénir ses soldats catholiques dans leur marche aux côtés des Nazis (mars 1930). "Je prédis que le Vatican va soutenir Hitler s'il arrive au pouvoir. Depuis Constantin, l’Église a toujours favorisé l’État autoritaire, à condition que l’État permette à l’Église de baptiser et d'instruire les masses" (mars 1930). "Comme bien souvent au cours de l'histoire les juifs ont été l'instigateur de la justice et de la réforme que ce soit en Espagne, en Allemagne ou en Russie. Mais à peine avaient-ils fait leur travail que leurs 'amis', souvent bénis par l’Église, leur crachent au visage" (août 1943).
"Mais ce qui me fait frémir c'est que l’Église catholique est silencieuse. Pas besoin d'être un prophète pour dire que : "L’Église catholique paiera pour ce silence… Je ne dis pas que les crimes sans nom de l’Église pendant 2000 ans ont toujours eu la bénédiction du Vatican, mais elle a vacciné ses croyants avec l'idée : Nous avons le vrai Dieu, et les juifs l'ont crucifié". L’Église a semé la haine au lieu de l'amour, bien que les dix commandements affirme que Tu ne tueras point" (août 1943). "Avec quelques exceptions, l’Église romane catholique a accentué la valeur du dogme et du rituel, transmettant l'idée que les leurs sont la seule voie pour atteindre le ciel. Je n'ai pas besoin d'aller à l'église pour entendre si je suis bon ou mauvais; mon cœur me le dit" (août 1943). "Je n'aime pas inculquer aux jeunes la doctrine de l’Église d'un Dieu personnel, car l’Église s'est comporté de façon inhumaine au cours des derniers 2000 ans… Considérez la haine que l’Église a manifesté contre les juifs et puis les musulmans, les croisades avec leurs crimes, les bûchers de l'inquisition, le consentement tacite des actions d'Hitler alors que les juifs et les Polonais creusaient leurs propres tombes et étaient massacrés. Et on disait d'Hitler qu'il avait été un enfant de cœur !" (août 1943)
"Oui" a répondu Einstein avec passion, "C'est en effet l'homme, comme le prouve le cardinal Pacelli (futur pape Pie XII), qui soutenait le Concordat avec Hitler. Depuis quand peut-on faire un pacte avec le Christ et Satan à la fois?" (août 1943). "L’Église s'est toujours vendue à ceux qui détenait le pouvoir, et s'est arrangée à n'importe quelle offre en retour pour son immunité" (août 1943). Si j'avais la liberté de donner un conseil aux Églises", continue Einstein, "Je leur dirais de commencer par avoir une conversion entre eux, et d'arrêter d'avoir une politique de pouvoir. Pensez à la misère collective qu'ils ont produit en Espagne, en Amérique du Sud et en Russie" (septembre 1948).
En réponse à un catholique converti qui a demandé : "Est-ce que vous n'avez pas déclaré que l’Église était le seul opposant au communisme ?" Einstein a répondu "Je n'ai non plus pas besoin de souligner que l’Église [sic] soit finalement devenue un fort opposant du national socialisme". Helen Dukas, la secrétaire d'Einstein, a ajouté : "Dr Einstein ne pensait pas seulement à l’Église catholique mais à toutes les Églises". Et quand le converti a mentionné que des membres de sa famille ont été gazés par les nazis, Einstein a répondu qu'"il se sentait aussi coupable—ajoutant que l’Église toute entière, à commencer par le Vatican, devrait se sentir coupable" (septembre 1948).
En 1954, on lui a demandé des réponses plus précises, Einstein a répondu : « À propos de Dieu, je ne peux accepter aucun concept basé sur l'autorité de l’Église. […] Aussi loin que je m'en souvienne, j'ai toujours été agacé par l'endoctrinement de masse. Je ne crois pas à la peur de la vie, à la peur de la mort, ou en une foi aveugle. Je ne peux pas vous prouver qu'il n'y a pas de Dieu personnel, mais si je devais parler de lui, je serais un menteur. Je ne crois pas dans le Dieu de la théologie qui récompense le bien et punit le mal. Mon Dieu a créé des lois qui veillent à cela. Son univers n'est pas régi par des vœux pieux, mais par des lois immuables. ». William Miller du magazine Life qui était présent à cette réunion a décrit Einstein comme un « saint vivant » mais qui parle avec une « indifférence angélique ».